# Stadtdekanat Bonn

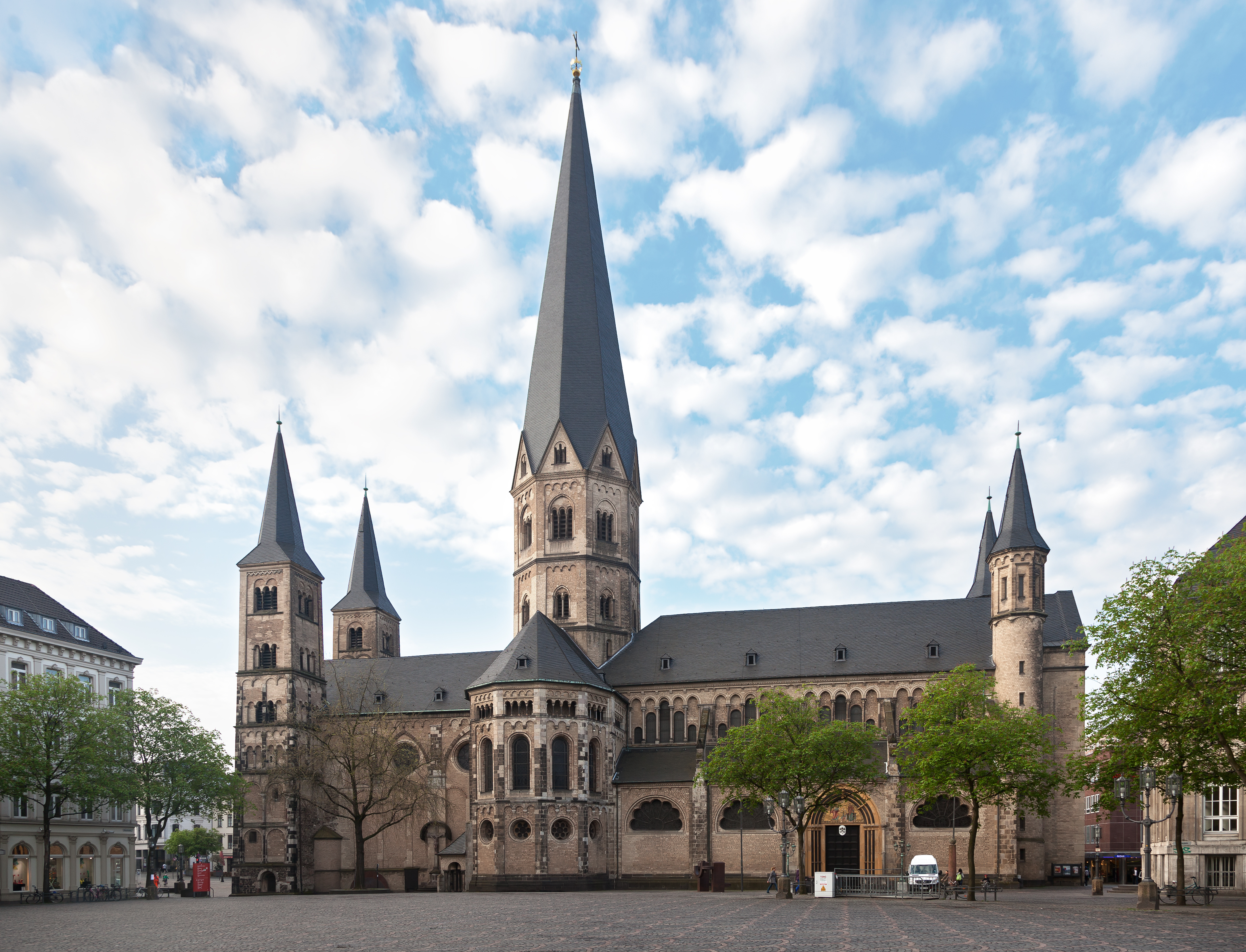
Bonner Münster (2013)

Das Stadtdekanat Bonn ist eines von 15 Dekanaten im Erzbistum Köln und umfasst 11 Seelsorgebereiche mit insgesamt 25 Pfarrgemeinden.
Die Seelsorgebereiche decken sich mit dem Gebiet der Stadt Bonn (Nordrhein-Westfalen) mit einer Ausnahme: Rolandswerth, der nördlichste Ortsteil der Stadt Remagen im Kreis Ahrweiler (Rheinland-Pfalz), gehört als Teil der Pfarrei St. Martin und St. Severin im Seelsorgebereich Bad Godesberg ebenfalls zum Dekanat Bonn.
Die 'Dekanate-Ordnung' des Erzbistums Köln in der Fassung vom 5. Oktober 2016 bildet die Grundlage der Dekanatsarbeit.

## Zugehörige Gemeinden
Die 11 Seelsorgebereiche setzen sich aus 6 Gemeindeverbänden und 5 Einzelgemeinden zusammen. Die insgesamt 25 Pfarrgemeinden unterhalten 62 Kirchen (davon 25 Pfarr- und 37 Filialkirchen) und betreiben 46 Kindergärten.

## Geschichte

### Ehemalige Stadtdechanten
- 1920–1949 Johannes Hinsenkamp
- 1949–1973 Hermann Josef Stumpe
- 1973–1975 Josef Plöger
- 1975–1983 Walter Jansen
- 1983–1998 Wilhelm Passavanti
- 1998–2018 Monsignore Wilfried Schumacher[6]
- 2018 Bernd Kemmerling (kommissarisch)[7]
- 2019–2024 Wolfgang Picken († 2024)
- 2024–2025 Bernd Kemmerling (kommissarisch)

### Neuordnung 2017
Im Zuge der Neuordnung der Dekanate im Erzbistum Köln zum 1. Januar 2017 wurden auch die Dekanate Bonn-Bad Godesberg, Bonn-Beuel, Bonn-Nord und Bonn-Mitte/Süd aufgelöst, da sich wegen der Zusammenfassung von Pfarreien zu Seelsorgebereichen und Großpfarreien die Strukturen geändert hatten. Die Dechanten der aufgelösten Dekanate begrüßten die Entscheidung. Die Aufgaben dieser Dekanate gingen auf das Stadtdekanat über, das zum Pastoralbezirk Süd im Erzbistum Köln gehört.

## Institutionen

### Stadtdechant
Der Stadtdechant hat folgende Aufgaben:
- Zentraler Ansprechpartner für die Stadt Bonn in Angelegenheiten der katholischen Kirche
- Bindeglied zwischen dem Dekanat und dem übergeordneten Erzbistum Köln: Einerseits vertritt er die Interessen des Erzbistums Kölns gegenüber den örtlichen Kirche und den Gläubigen vor Ort. Andererseits dient er den Gemeinden als „Anwalt“ gegenüber dem Erzbistum Köln.
- Vorsitzender des Caritasrates Bonn
- Umsetzung diözesaner Planungen
- Spezialisierte pastorale Dienste (Ehevorbereitung, Jugendseelsorge, Erwachsenenbildung, kath. Schule)
- Ökumenische Kontakte
- Katholischer Ansprechpartner für die verschiedenen gesellschaftlichen Gruppen.
- Informations- und Öffentlichkeitsarbeit

Als Zeichen seiner den anderen Pfarrer des Dekanats übergeordneten Stellung ist der Dechant kraft seines Amtes berechtigt, eine schwarze Mozetta mit violetten Knöpfen und violettem Saum als Chorkleidung zu tragen. Als Zeichen seiner gegenüber dem Bischof und den Chorherren untergeordneten Stellung ist er nicht berechtigt, ein Kreuz auf der Mozetta zu tragen.
Stadtdechant war von 2019 bis zu seinem Tod am 27. Januar 2024 Wolfgang Picken. Seit dem 1. März 2025 ist der ehemalige Kölner Generalvikar Markus Hofmann Nachfolger von Wolfgang Picken.

### Dekanatskonferenz
Der Dechant wird durch die Dekanatskonferenz der hauptamtlichen Mitarbeiter (Priester, Diakone, Pastoralreferenten, Gemeindereferenten, Dekanatskantoren) und den Dekanatsrat beraten und unterstützt.

### Gemeindeverband
Die dem Dekanat zugehörigen Pfarrgemeinden haben sich den Vorschriften entsprechend zu einem Gemeindeverband zusammengeschlossen, der als Körperschaft des öffentlichen Rechts rechtsfähig ist. Der Gemeindeverband ist Träger überörtlicher Aufgaben und dient den angeschlossenen Gemeinden bei der Erfüllung ihrer Verpflichtungen:
- zentrale Verwaltungsstelle für die Vermögensangelegenheiten und die Personalverwaltung der Gemeinden Rendantur
- rechtlicher Träger der gemeindeübergreifenden Seelsorge
- überörtliche Bildungsarbeit
- Registrierung der Kirchenaustritte und Weiterleitung an die Pfarrgemeinden
- Verwaltung von Immobilien
- Betreuung von Baumaßnahmen